# Браун (округ, Огайо)
38°56′ пн. ш. 83°52′ зх. д. / 38.93° пн. ш. 83.87° зх. д.
О́круг Бра́ун (англ. Brown County) — округ (графство) у штаті Огайо, США. Ідентифікатор округу 39015. За даними перепису населення США 2020 року, населення становило 43 676 осіб.

## Історія
Округ утворений 1817 року.

## Демографія
За даними перепису
2000 року
загальне населення округу становило 42285 осіб, зокрема міського населення було 8116, а сільського — 34169.
Серед мешканців округу чоловіків було 20796, а жінок — 21489. В окрузі було 15555 домогосподарств, 11785 родин, які мешкали в 17193 будинках.
Середній розмір родини становив 3,09.
Віковий розподіл населення поданий у таблиці:
| Стать    | До 15 років | 15-21 | 22-29 | 30-39 | 40-49 | 50-65 | 65-85 | Понад 85 |
| -------- | ----------- | ----- | ----- | ----- | ----- | ----- | ----- | -------- |
| Чоловіки | 4900        | 2060  | 2018  | 3266  | 3206  | 3224  | 1973  | 149      |
| Жінки    | 4812        | 1972  | 2074  | 3337  | 3181  | 3321  | 2401  | 391      |

## Суміжні округи
- Клінтон — північ
- Гайленд — північний схід
- Адамс — схід
- Мейсон, Кентуккі — південний схід
- Бракен, Кентуккі — південний захід
- Клермонт — захід

## Виноски
1. ↑  2020 census
2. ↑  US Decennial Census. US Census Bureau. Архів оригіналу за 26 квітня 2015. Процитовано 7 лютого 2015.
3. ↑  Historical Census Browser. University of Virginia Library. Архів оригіналу за 11 серпня 2012. Процитовано 7 лютого 2015.
4. ↑  Forstall, Richard L., ред. (27 березня 1995). Population of Counties by Decennial Census: 1900 to 1990. US Census Bureau. Архів оригіналу за 14 лютого 2015. Процитовано 7 лютого 2015.
5. ↑  Census 2000 PHC-T-4. Ranking Tables for Counties: 1990 and 2000 (PDF). US Census Bureau. 2 квітня 2001. Архів оригіналу (PDF) за 18 грудня 2014. Процитовано 7 лютого 2015.
6. ↑  State & County QuickFacts. Бюро перепису населення США. Архів оригіналу за 7 липня 2011. Процитовано 7 лютого 2015. [Архівовано 2011-06-06 у Wayback Machine.](англ.) Наведено за англійською вікіпедією.
7. ↑  American FactFinder. Бюро перепису населення США. Архів оригіналу за 26 лютого 2012. Процитовано 31 січня 2008. [Архівовано 2008-05-21 у Wayback Machine.]

| США | Це незавершена стаття з географії США. Ви можете допомогти проєкту, виправивши або дописавши її. |